# Yuke's Future Media Creators
Yuke's Future Media Creators, nota semplicemente come Yuke's, è un'azienda giapponese dedita allo sviluppo di videogiochi con sede nella città di Osaka (Kansai), fondata il 26 febbraio 1993 da Yukinori Taniguchi.
Tra il 2000 e il 2018 ha sviluppato tutti i videogiochi di wrestling licenziati dalla World Wrestling Entertainment, la federazione più importante al mondo.

## Videogiochi

### 1995
- Shin Nippon Pro Wrestling: Toukon Retsuden
- Hermie Hopperhead: Scrap Panic

### 1996
- Power Move Pro Wrestling[1]
- Shin Nippon Pro Wrestling: Toukon Retsuden 2

### 1997
- Utchan'nanchan no Honō no Charenjā Denryū Irairabō

### 1998
- Shin Nippon Pro Wrestling: Toukon Road - Brave Spirits
- Shin Nippon Pro Wrestling: Toukon Retsuden 3
- Soukaigi

### 1999
- Evil Zone
- Last Legion UX
- New Japan Pro Wrestling: Toukon Retsuden 4
- The Pro Wrestling
- Sword of the Berserk: Guts' Rage (Berserk Millennium Falcon Hen: Wasurebana no Shō)

### 2000
- WWF SmackDown!
- WWF Royal Rumble
- The Pro Wrestling 2
- WWF SmackDown! 2: Know Your Role

### 2001
- WWF SmackDown! Just Bring It

### 2002
- Edit Racing
- EOE: Eve of Extinction
- Shin Nippon Pro Wrestling: Toukon Retsuden Advance
- WWF WrestleMania X8
- WWE SmackDown! Shut Your Mouth

### 2003
- WWE WrestleMania XIX
- WWE SmackDown! Here Comes the Pain
- Alla ricerca di Nemo

### 2004
- Haunted Mansion
- Online Pro Wrestling
- Aqua Kids
- Berserk Millennium Falcon Arc: Chapter of the Holy Demon War (Berserk Millennium Falcon Hen: Seima Senki no Shō)
- WWE SmackDown! vs. Raw
- WWE Day of Reckoning
- Rumble Roses

### 2005
- D1 Grand Prix
- D1 Grand Prix 2005
- WWE SmackDown! vs. Raw 2006
- Wrestle Kingdom
- WWE Day of Reckoning 2

### 2006
- The Dog: Happy Life
- WWE SmackDown vs. Raw 2007
- Rumble Roses XX

### 2007
- Neves
- WWE SmackDown! vs. Raw 2008
- Wrestle Kingdom 2
- The Dog Island

### 2008
- Petz Catz 2/ Petz Dogs 2
- WWE SmackDown vs. Raw 2009
- Gundam 00: Gundam Meisters
- D1GP Arcade (sviluppatore)

### 2009
- WWE Legends of WrestleMania
- UFC 2009 Undisputed
- WWE SmackDown vs. Raw 2010

### 2010
- UFC Undisputed 2010
- WWE SmackDown vs. Raw 2011

### 2011
- WWE '12
- Real Steel (XBL e PS3)

### 2012
- UFC Undisputed 3
- WWE '13

### 2013
- Pacific Rim
- WWE 2K14

### 2014
- WWE 2K15

### 2015
- WWE 2K16

### 2016
- WWE 2K17

### 2017
- WWE 2K18

### 2018
- WWE 2K19

### 2019
- Earth Defense Force: Iron Rain